# Bean Scripting Framework
Das Bean Scripting Framework (BSF, „Framework für die Steuerung von JavaBeans per Skript“) ist eine Programmbibliothek, die es ermöglicht Skriptsprachen von Java-Code ausführen zu lassen. Es dient dazu, typische Arbeitsabläufe mit interaktiven Java-Anwendungen per Skript zu automatisieren.
Das BSF war ursprünglich von IBM entwickelt und dann an die Apache Software Foundation gespendet worden. Dort wird die Entwicklung als Jakarta-Projekt fortgeführt.